# Venereum
Venereum (po božici Veneri) bio je element osobnih apartmana u drevnomu Rimu. Izvorno se tumačio kao posebni stan ili soba namijenjena spolnim odnosima. Dva su venereuma pronađena u Pompejima, jedan u kući Julije Feliks, a drugi u Salustijevoj kući U potonjoj kući, venereum je bio vrt s nekoliko odvojenih prostorija.
Latinski natpis u kući Julije Felix izvještava da je „na imanju Julije Felix... venereum”, između ostalog, „bio iznajmljen na razdoblje od pet neprekidnih godina, od prve do šeste godine kolovoške ide”. Pretpostavlja se da prateća kratica SQDLENC stoji za Si quis domi lenocinium exerceat ne conducito („Neka se ne prijavi nitko tko drži javnu kuću”). Venereum u Salustijevoj kući uključivao je spavaću sobu, triklinij i lararij.